# 장옥 (청말민초)
장옥(章鈺, 1865년 ~ 1937년)는 청나라 말기의 관료이자 중화민국의 학자·장서가로, 자는 식지(式之), 호는 명이(茗簃)이며, 소주부 장주현(長洲縣, 지금의 강소성 소주시 상성구 전역 및 호구구의 일부 지역) 사람이다. 교감학(校勘學)에 정통하였다.